# Jonathan Olumide Lucas
Jonathan Olumide Lucas (nascido em 1897) foi um clérigo, educador e historiador nigeriano conhecido por seu trabalho sobre a história da religião tradicional iorubá.  Como autor, ele estava entre um grupo de historiadores da África Ocidental que propuseram uma origem hamítica do povo ou das características culturais de seu grupo étnico. O trabalho de Lucas sobre a cultura e a língua iorubá relaciona alguns significados e escolhas de palavras faladas pelos iorubás com o antigo Egito .
Lucas foi educado no Fourah Bay College, na Universidade de Durham e como aluno externo da Universidade de Londres. Entre 1932 e 1935, foi diretor interino da CMS Grammar School, sucedendo um trio de administradores expatriados.  Lucas era um membro destacado do Sindicato de Professores de Lagos, que mais tarde se fundiu com outra associação de professores e diretores para formar o Sindicato Nigeriano de Professores.
Em 1944, ele se tornou o primeiro vice-presidente do Conselho Nacional da Nigéria e dos Camarões . Ele era pai do médico nigeriano Adetokunbo Lucas .

## Trabalhos
- Lucas, Jonathan Olumide. Um discurso sobre a história da Igreja Anglicana em Lagos, de 1852 a 1952. Proferido por J. Olumide Lucas no Glover Memorial Hall, Lagos, na segunda-feira, 14 de janeiro de 1952. Lagos, Impresso pela Tika-Tore Press, 1952
- Lucas, Jonathan Olumide. A religião dos iorubás, sendo um relato das crenças e práticas religiosas dos povos iorubás do sul da Nigéria, especialmente em relação à religião do antigo Egito. Livraria CMS de Lagos [Nigéria], 1948.
- Lucas, Jonathan Olumide. Língua iorubá : sua estrutura e relação com outras línguas / por J. Olumide Lucas. 1964. Lagos. Imprensa Ore Ki Gbe.